# Tipula eyndhoveni
Tipula eyndhoveni là một loài ruồi trong họ Ruồi hạc (Tipulidae). Chúng phân bố ở vùng sinh thái Palearctic.